# Анаксагор (скульптор)
Анаксагор (др.-греч. Ἀναξαγόρας) — древнегреческий скульптор.
О персонаже из античных источников известно немногое. Родился на острове Эгина. После победы над персами в битве при Платеях 479 года до н. э. греки в благодарность олимпийским богам поручили Анаксагору создать статую Зевса. Эту скульптуру высотой в десять локтей (~4,5 м) в Олимпии упоминают Геродот и Павсаний.
Упомянут в одном из фрагментов сочинений Анакреонта, а также у Диогена Лаэртского: «Были ещё и три других Анаксагора … второй — скульптор, упоминаемый Антигоном».